# Passatella

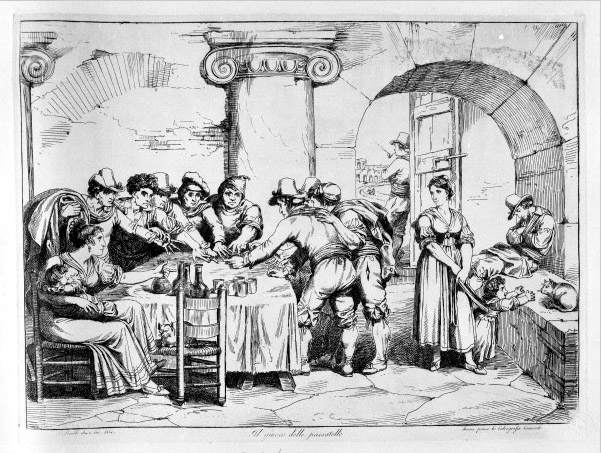
Le jeu de la passatella d'après une gravure de Bartolomeo Pinelli (1831).

La passatella est un ancien jeu d'osteria originaire de l'Italie centro-méridionale.
Il prend ses racines dans la Rome antique - où les Romains le nommaient Rex vini ou Regnum vini  (Caton et Horace le décrivent avec enthousiasme) -  et se développe dans la Rome des papes.
Il s'agit d'un jeu où les joueurs choisissent  par tirage au sort ou à l'aide de la mourre un « padrone » (arbitre) et un « sottopadrone » ou « sotto » (sous-arbitre), qui, à leur tour, distribuent aux participants du vin (ou un autre alcool) acheté collectivement et s'arrangent pour qu'un participant reste sans boire dans le but de le discréditer ou de l'humilier.
Souvent ces soirées très arrosées se terminaient tragiquement ; elles nourrissaient périodiquement la rubrique des faits divers. En raison des excès que provoquèrent ce jeu, la pratique de la passatella fut interdite par les autorités dans les années 1920 : elle continua cependant à être jouée clandestinement pendant de nombreuses années.
Aujourd'hui, dans l'Italie centro-méridionale, par extension, le terme passatella est utilisé pour toute une série de jeux qui ont comme finalité de boire en compagnie.

## Sources
(it) Site Specchio romano Un’istituzione romana : il gioco della Passatella.